# Suzuki Ignis
Suzuki Ignis — малолітражний автомобіль, який виготовляється компанією Suzuki.

## Перше покоління (2000–2006)

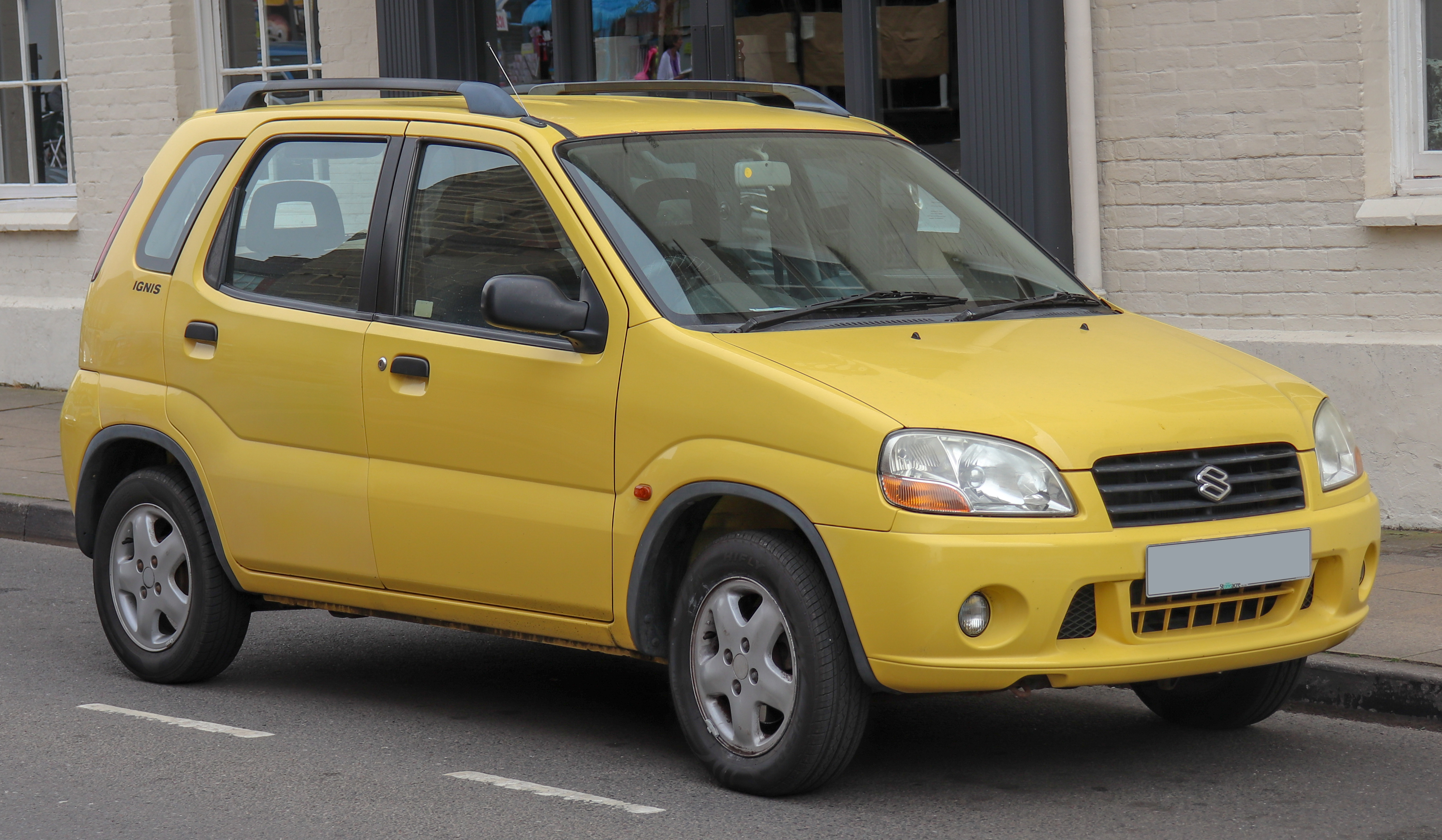
Suzuki Ignis I

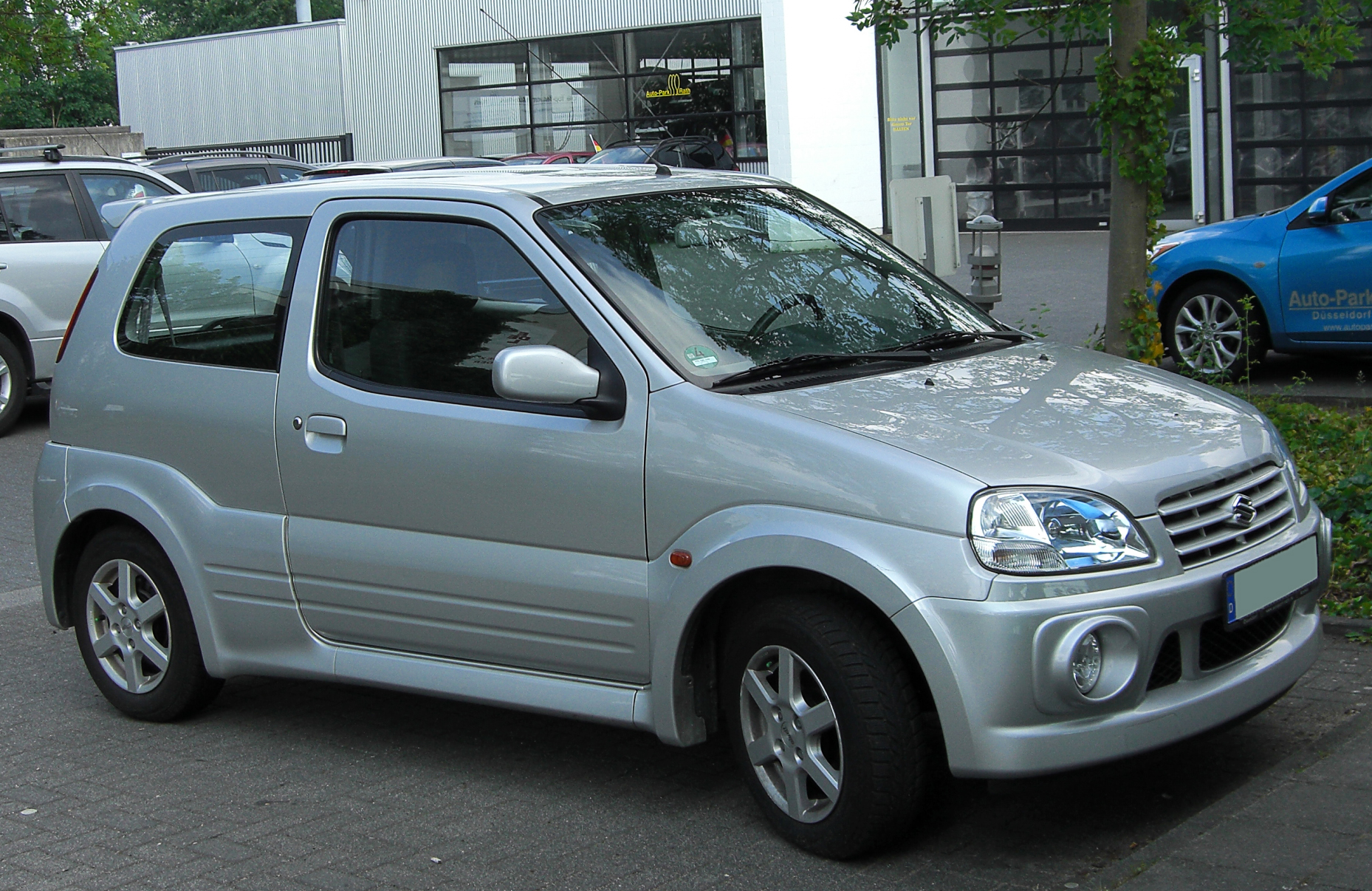
Suzuki Ignis Sport I

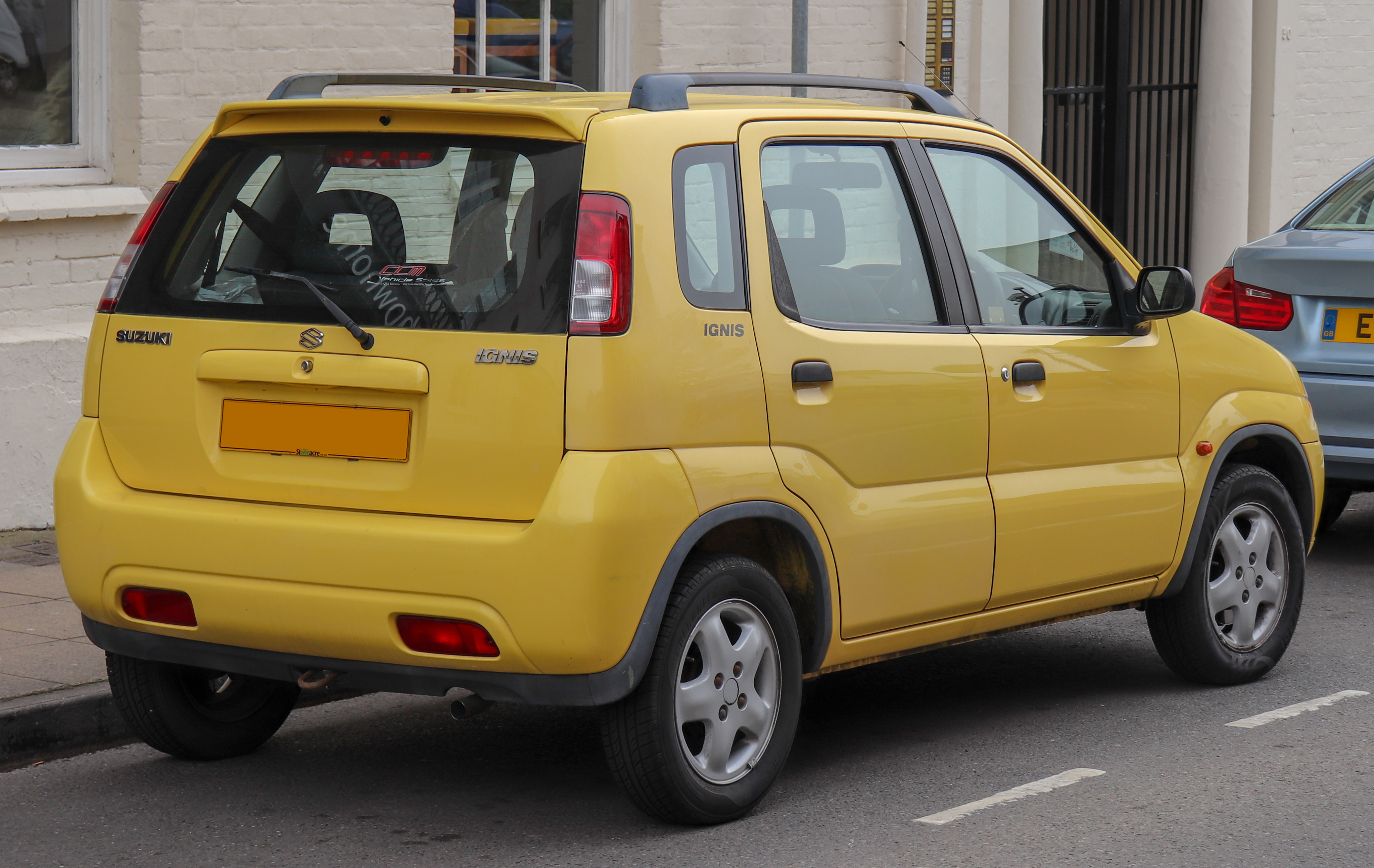
Suzuki Ignis I

Ignis першого покоління дебютував в 2000 році у вигляді трьох- і п'ятидверного хетчбека.
Автомобіль комплектувався новими рядними чотирициліндровими бензиновими двигунами сімейства M. Вони мали систему DOHC, чотири клапани на циліндр і змінні фази газорозподілу. Пропонувалося два двигуна: 1,3 літра (M13A) потужністю 88 к.с. і 1,5 літра (M15A) потужністю 110 к.с.
Модель з двигуном 1,3 л мала заводський код HT51S, а з двигуном 1,5 л – код HT81S.

### Ignis Sport
В 2003 році дебутувала модифікація Suzuki Ignis Sport з трьохдверним кузовом і двигуном 1,5 л зі збільшеною до 116 к.с. потужністю.

### Двигуни
- 1.3 L M13A I4 88 к.с.
- 1.5 L M15A I4 110 к.с.

### Друга серія (2001–2008)

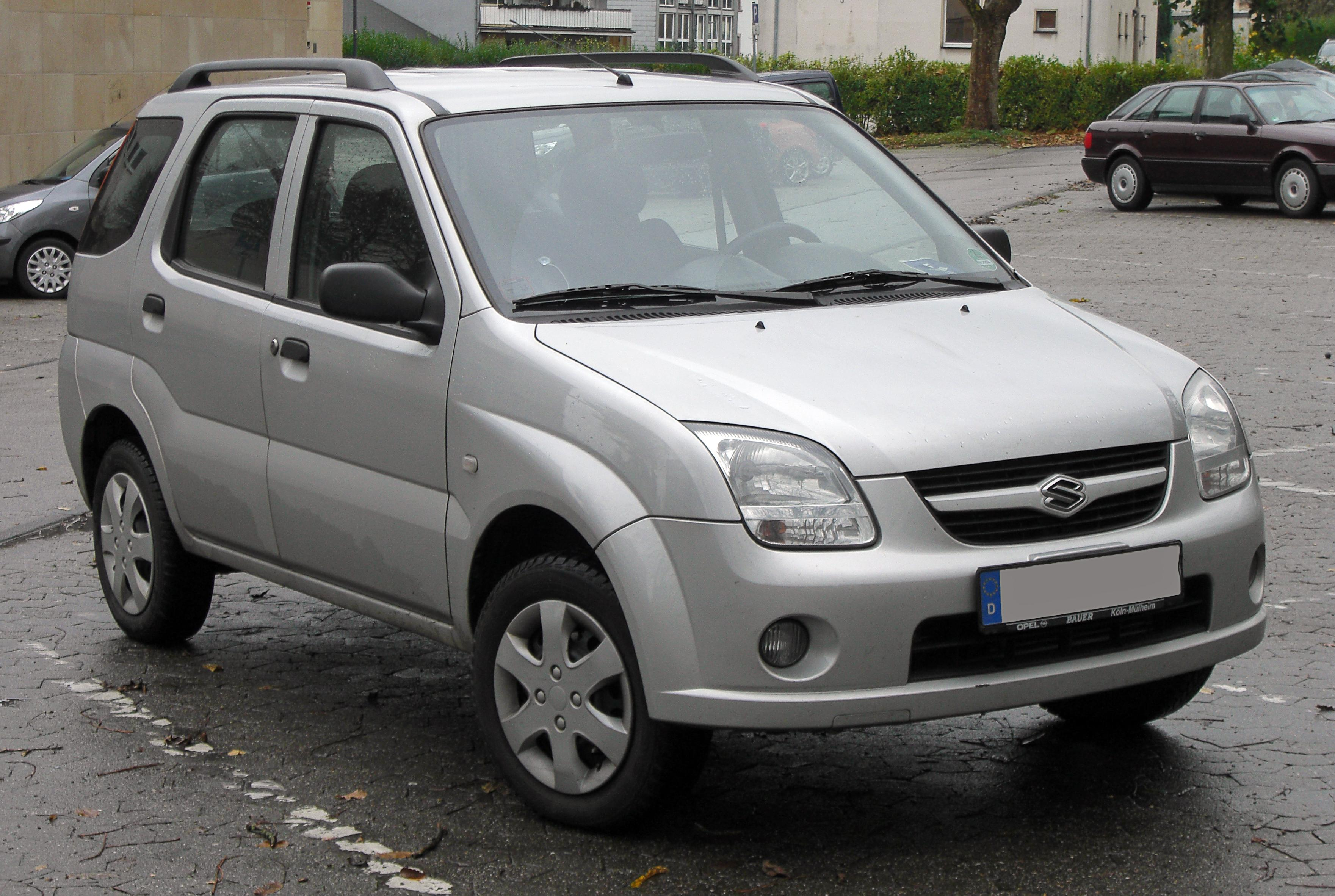
Suzuki Ignis I (рестайлінг)

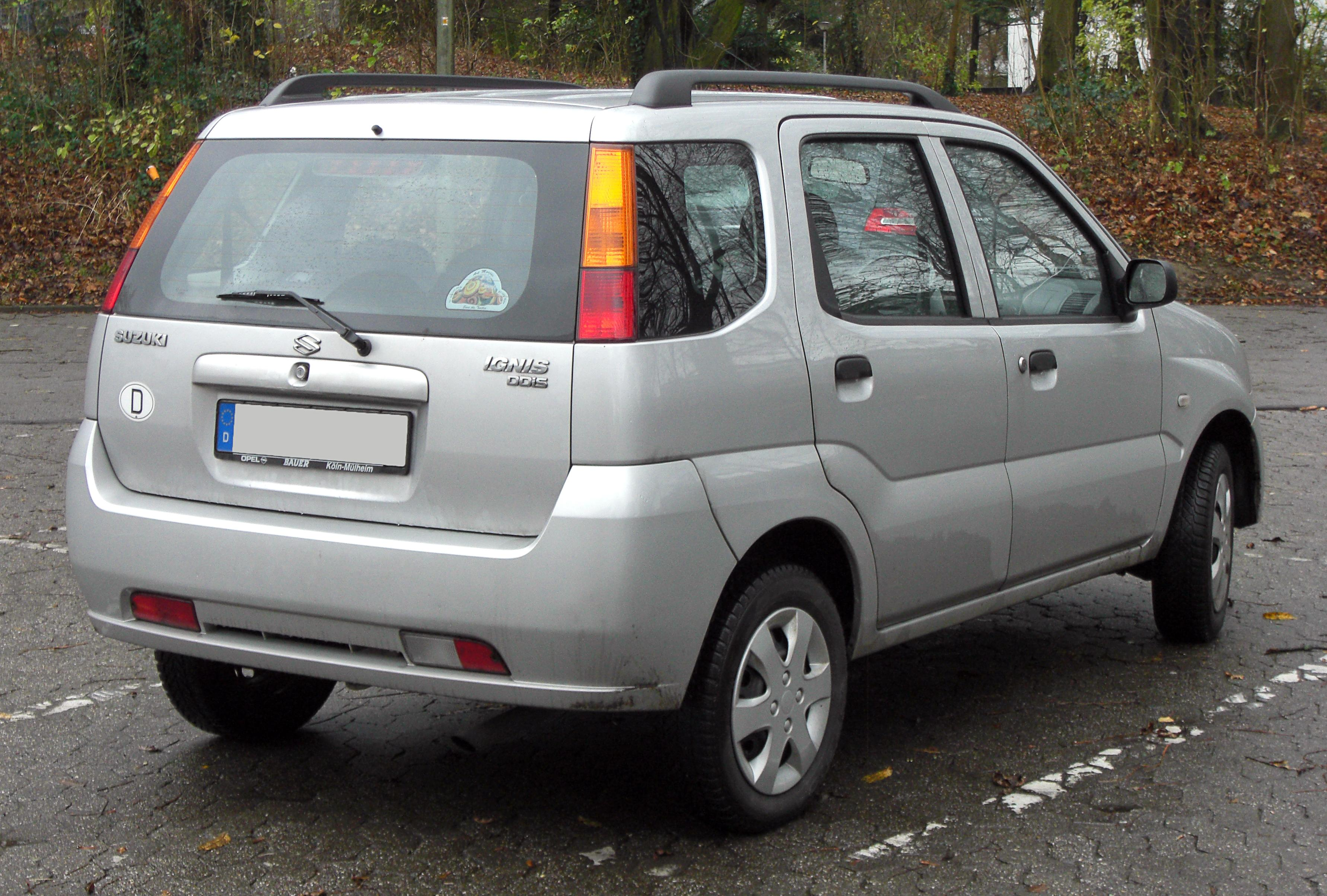
Suzuki Ignis I (рестайлінг)

На Токійському автосалоні в 1999 році представлено концепт-кар Chevrolet YGM1 розроблений австралійським підрозділом GM компанією Holden і Suzuki на основі Suzuki Ignis першої серії. В серію автомобіль надійшов під назвою Chevrolet Cruze першого покоління. Cruze продавався по всій Японії під маркою Chevrolet, в Австралії під маркою Holden.
В 2003 році на європейському ринку дебютує Suzuki Ignis другої серії, що є подовженим варіантом Chevrolet Cruze. У тому ж році, Subaru почала продавати цей автомобіль як Subaru Justy G3X, також виключно для Європи.
Автомобілі обладнані бензиновими двигунами M13A 1,3 л потужністю 88 к.с. (модель HR51S) та M15A 1,5 л потужністю 110 к.с. (модель HR81S), механічною або автоматичною КПП, переднім або повним приводом.
З 2005 року на деяких ринках доступна версія з дизельним двигуном 1,3 л DDiS виробництва Fiat сімейства Multijet потужністю 69 к.с.

### Двигуни
- 1.3 L M13A I4 88 к.с.
- 1.5 L M15A I4 110 к.с.
- 1.3 L DDiS I4 diesel 69 к.с.

## Друге покоління (з 2016)

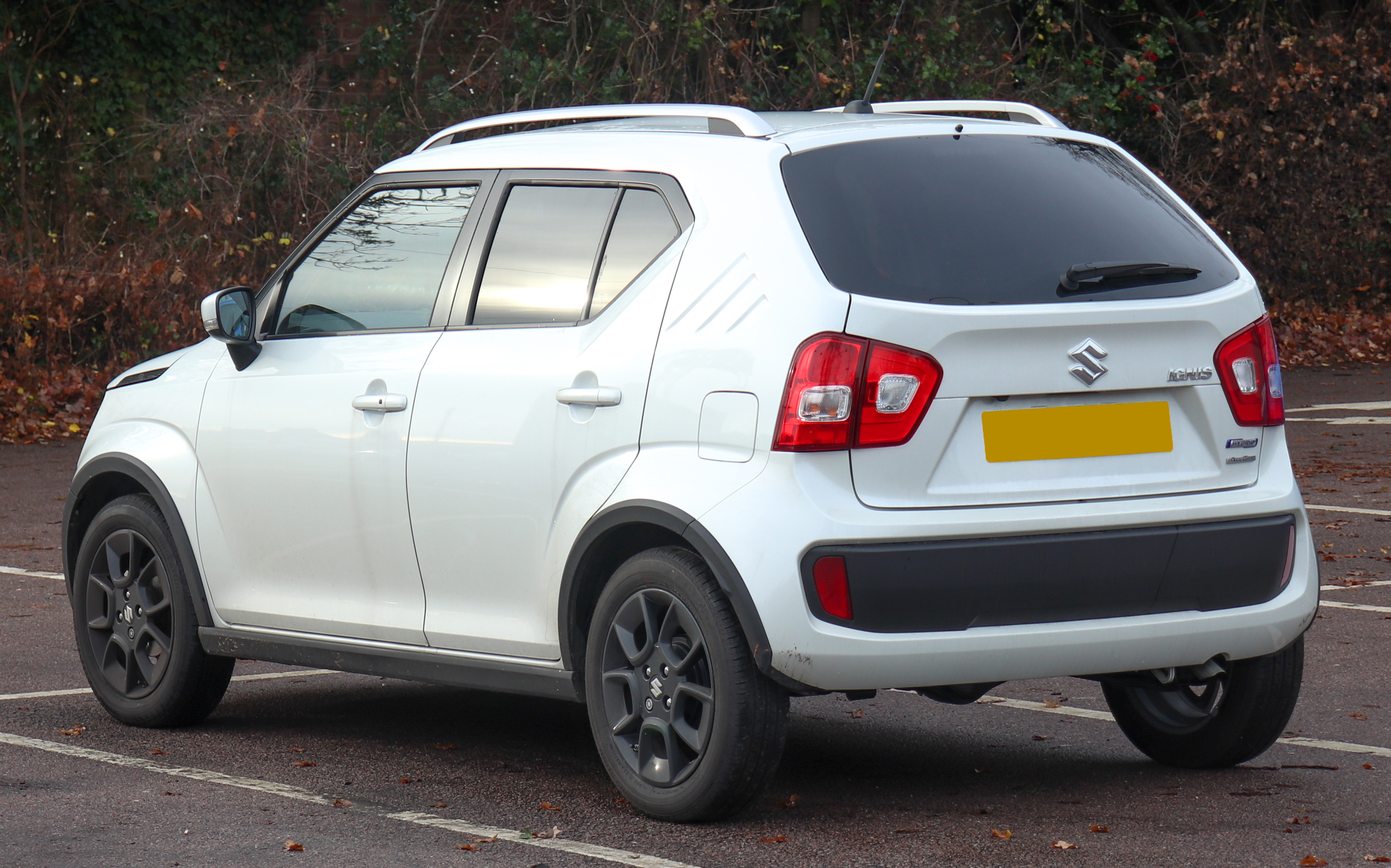
Suzuki Ignis II

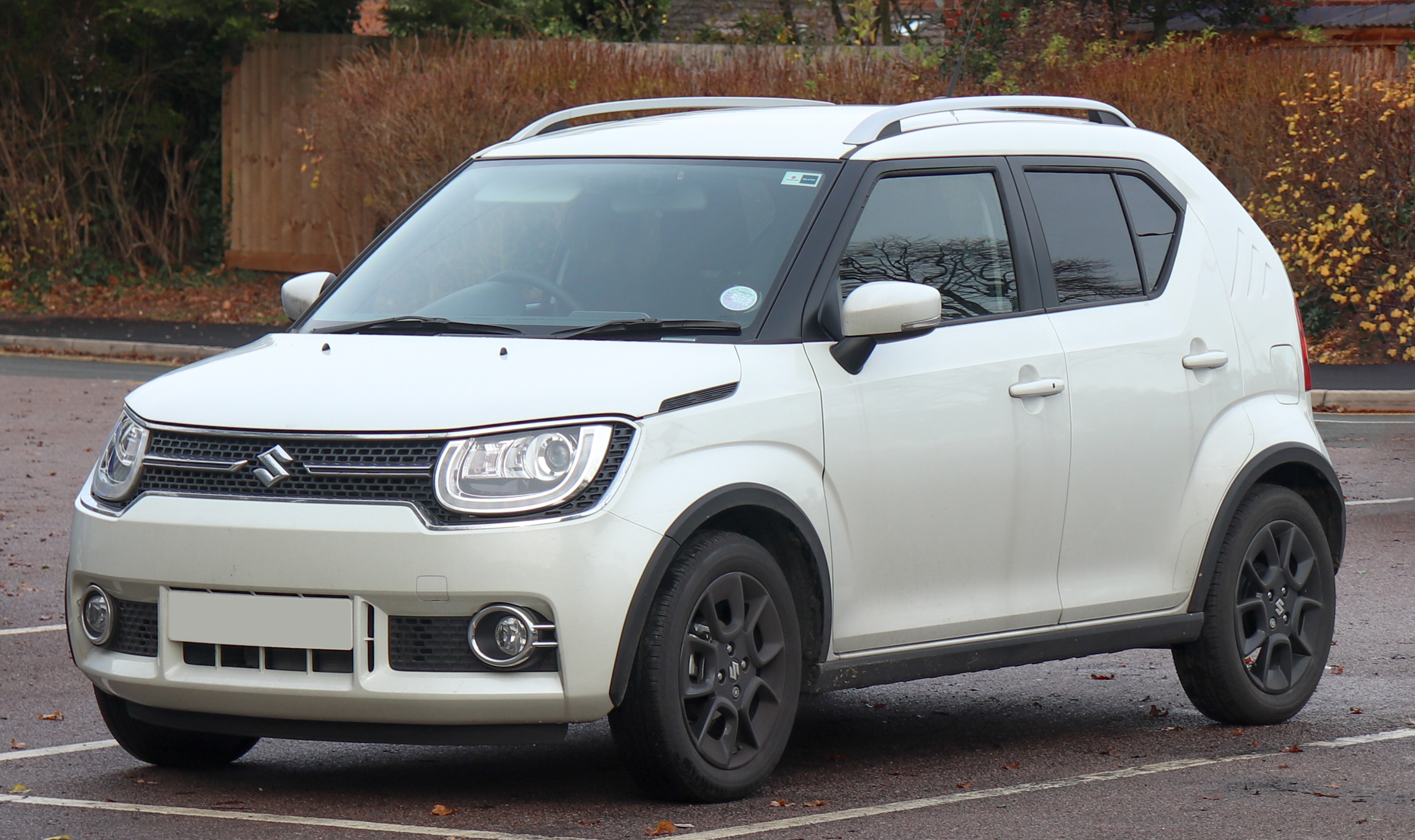
Suzuki Ignis II (2016-2020)

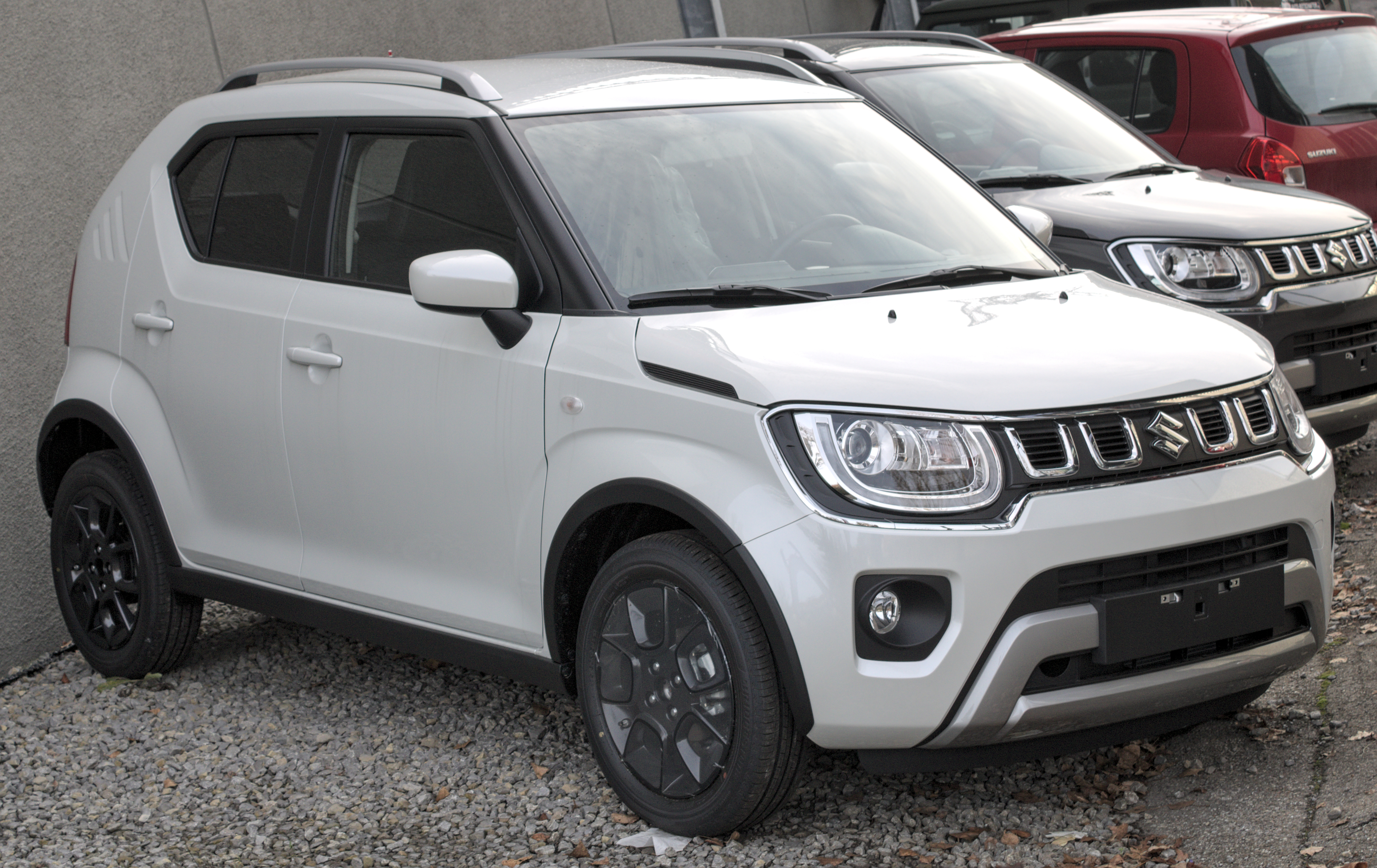
Suzuki Ignis II (з 2020)

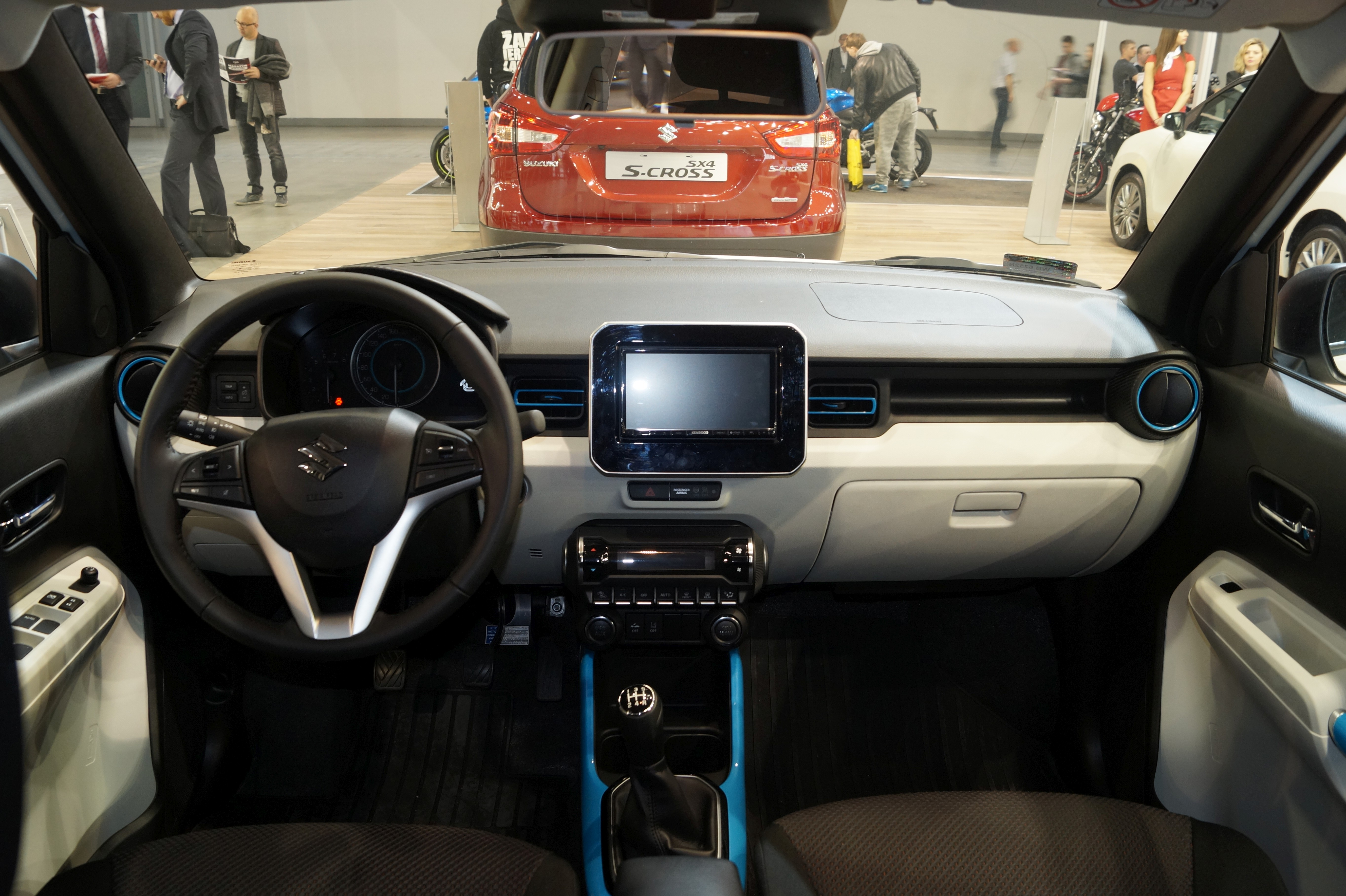
Салон Suzuki Ignis II

На автосалоні в Токіо 2015 року дебютував Suzuki Ignis другого покоління, що є серійною версією концепт-кара Suzuki iM-4 показаного навесні 2015 року на Женевському автосалоні. Модифікація для європейського ринку дебютувала 30 вересня 2016 року на автосалоні в Парижі.
Хетчбек збудовано на платформі Heartect. Довжина, ширина, висота автомобіля – 3700 мм, 1660, 1595, колісна база – 2435 мм, споряджена маса – 810-920 кг.
Максимальна швидкість автомобіля становить 170 км/год.
Хетчбек представлений у SZ3, SZ-T та SZ5 комплектаціях. Базова SZ3 оснащена: електроприводом передніх вікон, DAB радіо, Bluetooth, чотирма динаміками аудіосистеми та кондиціонером. Проте більшість водіїв надають перевагу SZ-T з 16-дюймовими дисками коліс, системою супутникової навігації, камерою заднього виду та складними задніми сидіннями з підголівниками. Обравши топову SZ-5, водій отримає автоматичну систему екстреного гальмування в межах міста. 
Конструктивно новий Suzuki Ignis є так званий «м'який» або «пасивний» гібрид (passive або assisted hybrid). Система має фірмову назву SHVS (Smart Hybrid Vehicle by Suzuki - «Розумний гібридний автомобіль від Suzuki»). Всі варіанти Ignis hybrid оснащуються одним і тим же набором агрегатів: бензиновий мотор Dualjet (K12C) робочим об'ємом 1,2 л (91 к.с., 118 Нм при 4400 об/хв) і варіатор AGS. На двигуні встановлений стартер-генератор ISG потужністю 2,3 кВт, який заряджає літій-іонну батарею в момент гальмування, працює в рамках системи start-stop і допомагає двигуну під час прискорення, збільшуючи крутний момент, що передається на колеса автомобіля,чим, власне, і знижує витрату палива (ДВЗ і стартер-генератор можуть спільно працювати до 30 секунд). Suzuki Ignis hybrid вийшов економічним – витрата палива від 3,5 до 3,9 л на кожні 100 кілометрів пробігу (за японським циклом JC08).

### Оновлення 2020 року
На початку 2020 року Suzuki представила оновлений кросовер Ignis. Найважливішою новинкою стала поява гібридної версії Hybrid MF. Модель 2020 року отримала абсолютно нову радіаторну решітку. Всі моделі мають однаковий 1,2-літровий атмосферний бензиновий агрегат на 90 к.с. з «м’якою» гібридною системою. Повний привід доступний всім комплектаціям як опція.
Вже у серпні 2020 року в Україні почались продажі кросовера у двох комплектаціях.
Новий двигун Suzuki Ignis знизив потужність із 90 к.с. до 83 к.с., проте заявлений розгін 0-100 км/год не змінився (12,4 с).

### Двигуни
- 1.2 л K12C I4 hybrid 90 к.с. 120 Нм
- 1.2 л K12M I4 90 к.с. 120 Нм
- 1.3 л I4 diesel 76 к.с. 190 Нм